# Balgarsko ovtjarsko kutje
För andra betydelser, se Ovtjarka.
Balgarsko ovtjarsko kutje (Българското овчарско куче; Каракачанско куче; Karakatjan) är en hundras från Bulgarien. Den är en boskapsvaktare och herdehund av molossertyp.

## Historia
Inventering och återuppbyggnad av rasen har skett efter 1989, då kommunistregimen föll och kollektivjordbruken kollapsade. Hundarna har särskilt hållits i Pirinbergen, Rilabergen, Rodopibergen och Stara Planina. Att Bulgarien ändrat på sin tidigare utrotningspolitik gentemot vargen har bidragit till att behovet av boskapsvaktare kommit tillbaka.

## Egenskaper
Rasen har använts av karakatjanerna i deras transhumans-drift. Karakatjanerna (eller sarakatsanerna) är ett nomadfolk från Bulgarien, Grekland och Nordmakedonien. Hundarnas uppgift har varit att skydda får och getter mot varg, brunbjörn och guldschakal.

## Utseende
Karakatjanen är en medelstor och medeltung hund med halvlång, tjock päls. Färgen är oftast vit med svarta fläckar men kan även vara svart med vita fläckar.